# Jaap Rijks
Jacob "Jaap" Rijks (Nijmegen, 25 augustus 1919 – Wijk bij Duurstede, 11 februari 2017) was een Nederlands springruiter en sportbestuurder.

## Loopbaan
In 1948 nam Jaap Rijks deel aan de Olympische Zomerspelen 1948. Zowel individueel als in een team met Joachim Gruppelaar en Jan de Bruine leidde dat niet tot een klassering. Op het eerste Concours Hippique International Officiel (CHIO) in Rotterdam, in september 1948, haalde een team met onder andere Rijks en Gruppelaar wel de eerste plaats. Daarnaast won Rijks met zijn paard Master een springconcours.
Van 1954 tot 1962 werkte Rijks voor het Nederlandse bouwbedrijf Dura in Zuid-Afrika, waar hij als liefhebber paardensportconcoursen ontwierp, bouwde en reed. Hij was later actief in verschillende bestuursfuncties in de hippische sport. Hij was vertegenwoordiger namens Nederland en penningmeester bij de Fédération Équestre Internationale (FEI) en jurylid op de Olympische Spelen van 1984 en 1988. Vanwege zijn verdiensten nationaal en internationaal werd hij in 1982 in Nederland uitgeroepen tot Paardensportman van het Jaar. 
Rijks was als reservekapitein van het Vierde Regiment Bereden Artillerie tijdens de mobilisatie en de Duitse inval in 1940 gelegerd op de Grebbeberg. In 1984, bij zijn pensionering als lid van de Raad van Bestuur van Dura, werd hij benoemd tot Officier in de Orde van Oranje Nassau. Hij overleed in 2017 op 97-jarige leeftijd.